# Tomislav Marić
Tomislav Marić (* 28. ledna 1973, Heilbronn, Západní Německo) je bývalý německo-chorvatský fotbalový útočník a reprezentant Chorvatska, který hrál ve své kariéře v Německu a Japonsku. Po skončení hráčské kariéry se stal fotbalovým trenérem.

## Reprezentační kariéra
Za chorvatské reprezentační A-mužstvo debutoval 8. 5. 2002 v přátelském utkání proti domácímu týmu Makedonie (výhra 2:0). Celkem nastoupil v letech 2002–2003 za chorvatský národní tým v 9 zápasech a vstřelil 2 góly.